# Paolo Nicolai
Paolo Nicolai (ur. 6 sierpnia 1988 w Ortonie) – włoski siatkarz plażowy, medalista igrzysk olimpijskich i mistrzostw Europy.

## Życiorys
W Nicolai w początkach swojej kariery grał w parze z Francesco Giontellą. W 2006 Włosi zajęli 2. miejsce  na mistrzostwach świata U-19 odbywających się na Bermudach. W 2007 zdobyli złoto na mistrzostwach świata U-21 w Modenie i brąz podczas mistrzostw Europy U-20 w Scheveningen. W 2008 w Brighton po raz drugi zostali mistrzami świata U-21. W 2010 z Paolo Ingrosso zajął 3. miejsce w mistrzostwach Europy U-23 w Kos. Następnie grał razem z Daniele Lupo. Razem z mim zdobył trzy złote medale mistrzostw Europy – w 2014 w Cagliari, 2016 w Biel/Bienne i 2017 w Jurmale.
Na igrzyskach olimpijskich wystawił dwukrotnie, w obu przypadkach z Lupo. Na igrzyskach 2012 w Londynie reprezentanci Włoch dotarli poprzez baraże do ćwierćfinału, gdzie zostali przez holenderską parę Nummerdor/Schuil. Podczas 2016 odbywających się w Rio de Janeiro zdobyli srebrny medal po porażce we finale z Brazylijczykami Alisonem Ceruttim i Bruno Oscarem Schmidtem.
W World Tour zadebiutował w 2008. Pierwsze turniejowe podium tych rozgrywek osiągnął w 2012, a pierwsze zwycięstwo w 2014 w Fuzhou z Lupo.